# Курочкин, Георгий Иванович
Гео́ргий Ива́нович Ку́рочкин (2 апреля 1875, Норское, Ярославская губерния — 23 июня 1958, Ярославль) — санитарный врач, основоположник санитарного дела в Ярославле; мемуарист.

## Биография
Георгий Иванович Курочкин родился 2 апреля 1875 года в Норском посаде Ярославского уезда Ярославской губернии (ныне часть Ярославля) в небогатой мещанской семье. Учился в сельской школе Норского посада, затем в Рыбинской гимназии, в одном классе с будущим академиком А. А. Ухтомским, с четвёртого класса которой зарабатывал себе на жизнь и учёбу репетиторством и уроками.
В 1893 году поступил на медицинский факультет Московского университета. На пятом курсе сопровождал во Францию больного туберкулёзом сына ярославского губернатора Б. В. Штюрмера, занимался там в больницах изучением костного туберкулёза у Менара и Кало.
В 1900 году окончил университет и устроился работать в Вощажниковскую сельскую земскую больницу Ростовского уезда Ярославской губернии. Через год возвратился в Норский посад, где стал работать амбулаторным участковым врачом.
В 1911 году утверждён в должности Ярославского уездного земского санитарного врача. В 1911 году опубликована его первая статья «Отчёт о постановке медицинского дела в Ярославском уезде». В 1914 году, с образованием губернского санитарного бюро, в ведение Курочкина переходят также Даниловский и Любимский уезды. Находясь на этой должности активно занимается проблемой доступности медицинского обслуживания для населения: налаживание сети врачебных участков, строительство новых больниц. Также Курочкин в эти годы читает курс гигиены в Норском городском училище.
В 1914 году призван в армию. Занимается организацией госпиталя для раненых в Ярославле, затем работает старшим ординатором Ярославского военного лазарета. В 1917 году, по его личной просьбе, отправлен на фронт членом санитарного совета 5-й армии. В 1918 году был эвакуирован и прикомандирован к Киевскому лазарету Красного Креста; вскоре вернулся в Ярославль, где работал уездным санитарным врачом при уездном исполкоме.
В 1920 году назначен заведующим санитарно-профилактическим подотделом Ярославского губздравотдела. Активный участник борьбы с эпидемией сыпного тифа. В дальнейшем занимается становлением коммунальной санитарии, охраной материнства и младенчества, санитарно-просветительной работой (по его инициативе в городе открыт первый в стране Дом санитарного просвещения), переустройством сельской медицины. Участвует в разработке проектов и контроле за строительством новых больниц, санаториев, диспансеров, детских яслей. Одновременно ведёт занятия на рабфаке, в медицинском и химическом техникумах, в педагогическом институте. В 1926 году издана его книга «Движение населения Ярославской губернии за последние годы в связи с мероприятиями по здравоохранению».
После расформирования Ярославской губернии и её отдела здравоохранения работает на Ярославском резино-асбестовом комбинате, а позднее на выделившемся из него Ярославском шинном заводе: врачом социально-бытового сектора, затем руководителем отдела благоустройства, заведующим станцией оздоровления труда, заведующим смотровым пунктом.
Заслуженный врач РСФСР.
В 1957 году оставил работу. Умер 23 июня 1958 года.
Ярославский литературовед М. Г. Ваняшова сделала предположение, что Курочкин мог являться одним из прототипов доктора Живаго Б. Л. Пастернака.

## Литературное наследие
Будучи большим любителем театра, написал ряд статей и воспоминаний о театральных встречах в Москве и Ярославле. Также автор трёхтомных мемуаров, статей о литературе. Оставил архив, ценный краеведческими материалами.
В 2005 году очерки Курочкина «Праздники и быт на моей родине в Норском посаде, по воспоминаниям детства и ранней юности» и «Воспоминания о семье Смирновых» составили половину книги «Моя родина — Норский посад», вышедшей в издательстве А. Рутмана.
В 2007 году благодаря М. Г. Ваняшовой вышла книга «Театрал из Норского посада», включающая значительную часть литературного наследия Курочкина: «Хроника семьи Курочкиных», «Праздники и быт на моей родине в Норском посаде (по воспоминаниям детства и ранней юности)», «Культурная жизнь московского студента в конце прошлого века», «Дом и быт М. Н. Ермоловой», «М. Н. Ермолова (по личным воспоминаниям)», о встречах с Л. Н. Толстым, К. С. Станиславским, письма к Г. И. Курочкину академиков А. А. Ухтомского, А. А. Абрикосова, артистов В. И. Качалова, Е. Д. Турчаниновой, В. Н. Рыжовой, писательницы и переводчицы Т. Л. Щепкиной-Куперник. Воспоминания Курочкина были использованы при воссоздании сначала музея-квартиры, а позднее и дома-музея М. Н. Ермоловой в Москве.